# زيز الأوسط (أمزيزل)
زيز الأوسط هي إحدى مشيخات المملكة المغربية، تتبع جغرافيا لإقليم ميدلت وإداريًا لأمزيزل. يقدر عدد سكانها بـ 3901 نسمة حسب الإحصاء الرسمي للسكان والسكنى لسنة 2004.